# Johannes Buchholtz

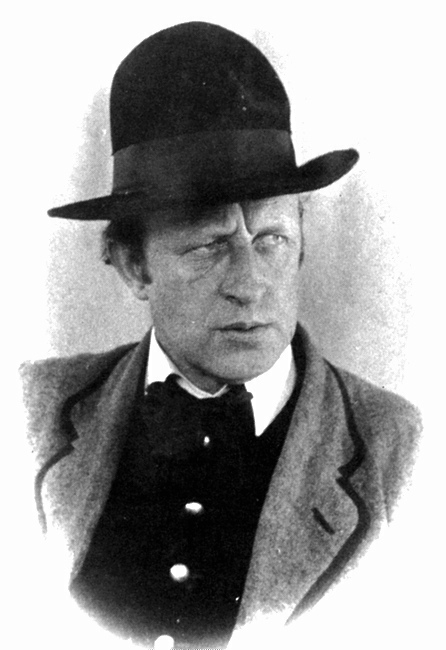
Johannes Buchholtz.

Johannes Buchholtz, född den 22 februari 1882 i Odense, död den 5 augusti 1940 i Struer, var en dansk författare.
Buchholtz, som växte upp på Fyn, anställdes efter preliminärexamen vid statsjärnvägarna och blev 1902 trafikassistent i Struer på Jylland. Buchholtz debuterade 1915 med romanen Egholms Gud (Tusenkonstnären), som sedan följdes av Clara van Haags Mirakler (1916), Urolige Hjerte (1919), Kærlighed og Komedie (1919), Ravne og Duer (1921) och "maskeraden" Menneskeaben Charles (1922), en burlesk fabelsatir. Buchholtz gjorde sig genast gällande genom sin originella skildringskonst, som visserligen har en utgångspunkt i Gustav Wied och Knut Hamsun, men väsentligen är alster av egen iakttagelse och självständig humoristisk syn på livet. Hans föremål är den danska landsorten, som han ger i en blandning av verklighetstrogen idyll och bisarr karikatyr.

## Böcker på svenska
- Tusenkonstnären (översättning Ebba Atterbom, Åhlén & Åkerlund, 1920)
- Clara van Haags mirakler (översättning H.L., Adolf Johnson, 1920)
- Susanne (översättning Ingeborg Essén, Bonnier, 1931)
- Under det gyllene trädet (okänd översättare, Saxon & Lindström, 1947)